# Søren Nils Eichberg
Søren Nils Eichberg (Stoccarda, 23 luglio 1973) è un compositore tedesco naturalizzato danese.

## Biografia
Ha studiato pianoforte, composizione e direzione d'orchestra a Copenaghen e Colonia.
Dopo aver vinto il Concorso della Regina Elisabetta per compositori a Bruxelles nel 2001, si è concentrato principalmente sulla composizione. Altri premi e riconoscimenti includono una borsa di studio Tanglewood, la borsa di composizione tedesca Konrad-Adenauer ed il Composition Stipend della Danish Arts Foundation.
Nel 2010 fu annunciato come il primo compositore in residenza dell'Orchestra Sinfonica Nazionale Danese nella storia dell'orchestra. Nel 2017 fu selezionato per il Premio degli autori musicali tedeschi per il suo lavoro sinfonico.
Le sue opere comprendono tre sinfonie, concerti, tre opere e musica da solista e da camera. Collabora con Ensemble Modern, Hilary Hahn e Mahler Chamber Orchestra.

## L'opera di Fantascienza Glare
L'opera Glare di Eichberg fu commissionata dalla Royal Opera House e la prima fu eseguita a Londra nel novembre 2014. Suscitò alcune polemiche tra blogger, twitterers e la stampa, con alcuni che la definirono inutilmente violenta o addirittura misogina, mentre altri la lodarono come l'opera perfetta per l'era digitale . Richard Morrison, nella sua recensione su The Times, diede 5 stelle su 5 dicendo che non ricordava più 75 minuti di musica-teatro d'avanguardia più avvincente di Glare. Da allora l'opera è stata rappresentata a Coblenza e dalla compagnia Riksteatern, in Svezia. La successiva opera di Eichberg sulla crisi dei rifugiati in Europa è stata presentata allo Staatstheater Wiesbaden nel settembre del 2017.